# Liste der Top-30-Schellackplatten des Count Basie Orchestra
In der Liste der Top-30-Schellackplatten des Count Basie Orchestra sind alle Stücke des Orchesters aufgenommen, die zwischen September 1937 („One O’Clock Jump“) bis Oktober 1954 („16 Men Swinging“) die Charts des US-amerikanischen Billboard-Magazins erreichten. Der Musikhistoriker Joel Whitburn wertete hierzu für sein Buch Pop Memories 1890–1954 verschiedene Hitparaden parallel aus, darunter auch Verkäufe für Noten, Radioeinsätze, offizielle Verkaufslisten der Musiklabels sowie Charts aus dem Branchenblatt Variety. Die Daten beziehen sich also nicht nur auf das Magazin Billboard, das erst Ende 1935 / Anfang 1936 eine wöchentliche Hitparade veröffentlicht hatte.
Dies waren neben reinen Jazz-Titeln auch „als ‚kommerziell‘ eingestufte Erfolgsaufnahmen, eben die vom großen Publikum akzeptierten Titel. Denn diese waren im und neben dem Radio das wohl wichtigste Medium; sie machten die Musiker bekannt, gaben ihnen die Chance für weitere Aufnahmen und verhalfen ihnen zu Einnahmen.“ Basis für die Liste ist Joel Whitburns Werk Pop Memories 1890–1954, das die nach den Billboard-Charts ermittelten Titel verzeichnet, die unter den Top 30 Publikumserfolge waren – errechnet nach den Plattenverkäufen, Radio- und Jukebox-Einsätzen sowie den damals noch weitgehend unmanipulierten Hitparaden.
| Titel, Komponist(en)                                                 | Musiklabel    | Datum der Aufnahme | Charteintritt      | Höchstplatzierung | Wochen | Anmerkungen |
| -------------------------------------------------------------------- | ------------- | ------------------ | ------------------ | ----------------- | ------ | --- |
| One O’Clock Jump (Basie)                                             | Decca Records | Juli 1937          | 18. Sep. 1937      | 15                | 3      | Count Basies erster Hit, der die Reihe seiner insgesamt 28 Charterfolge eröffnete. Er wurde von der National Academy of Recording Arts and Sciences in deren Hall of Fame aufgenommen. |
| Sent for You Yesterday (and Here You Come Today) (Basie)             | Decca         | 16. Feb. 1938      | 30. Juli 1938      | 18                | 1      | „Sent for You Yesterday“ gilt als einer der Blues-Klassiker der Basie-Band, die ständig im Programm des Orchesters blieben. Bandsänger ist Jimmy Rushing. Die Orchester von Les Brown und Benny Goodman (mit Johnny Mercer als Sänger) nahmen das Stück ebenfalls auf, doch nur Basies Original erreichte die Charts. |
| Doggin’ Around (Evans)                                               | Decca         | 6. Juni 1938       | 24. Sep. 1938      | 19                | 1      | Das Stück schrieb und arrangierte der Klarinettist und Saxophonist der Band, Herschel Evans. Es war ein beliebtes Thema bei Jamsessions, wurde aber erst etliche Jahre später von anderen Bands aufgenommen. |
| Stop Beatin’ Round the Mulberry Bush (Boland – Reichner)             | Decca         | 22. Aug. 1938      | 4. Okt. 1938       | 6                 | 4      | Gleichzeitig war der Studentensong auch in der Version von Tommy Dorsey in den Hitparaden. Sänger ist wieder Jimmy Rushing. |
| Mama Don’t Want No Peas an’ Rice an’ Coconut Oil (Charles – Gilbert) | Decca         | 6. Juni 1938       | 5. Nov. 1938       | 17                | 1      | Der Song war nur einmal in den Charts und wurde neben der Basie-Band nur von Cleo Brown aufgenommen. |
| Jumpin’ at the Woodside (Basie)                                      | Decca         | 22. Aug. 1938      | 17. Dez. 1938      | 11                | 4      | Der neben dem „One O’ Clock Jump“ wohl bekannteste mit Basie verbundene Jazz-Standard. Das „Woodside“ war ein Hotel an der 125. Straße in Harlem, in dessen Untergeschoss der Bandleader Sessions abhielt, bei denen u. a. dieses Stück entstand. Es wurde zwar mit Basies Arrangement auch von Benny Goodman eingespielt, jedoch erreichte nur das Original die Charts. |
| And the Angels Sing (Mercer – Elman)                                 | Vocalion      | 5. Apr. 1939       | 20. Mai 1939       | 16                | 2      | „So wie Benny Goodman die Titel und Hits von Count Basie spielte, so übernahm auch Count Basie Stücke, mit denen Goodman Erfolg hatte - und erreichte ebenfalls die Top 20“. |
| Easy Does It (Oliver – Young)                                        | Columbia      | 20. März 1940      | 18. Mai 1940       | 28                | 1      | Dies war nach Bobby Byrnes Version der zweite und letzte Charts-Eintrag dieses Songs, der ein beliebtes Thema bei Jamsessions war In dieser Zeit wurde er außerdem von Van Alexander, Sonny Burke, Bob Chester und Tommy Dorsey aufgenommen. |
| Red Wagon (Jones)                                                    | Decca         | 26. Jan. 1940      | 25. Mai 1940       | 26                | 1      | Ein „reiner Jazz-Titel“ des Basie-Quartetts aus Gitarrist Freddie Green, Bassist Walter Page, Schlagzeuger Jo Jones und Basie selbst. Das Stück wurde damals auch von Jimmie Lunceford eingespielt, war aber nur in Basies Version in den Charts. |
| Goin’ to Chicago Blues (Rastig – Basie)                              | Okeh          | 10. Apr. 1941      | 27. Sep. 1941      | 25                | 1      | Der Blues-Klassiker wurde zu dieser Zeit sowohl von Basie und Jimmy Rushing als auch von dem Bluessänger Big Joe Turner mit dem Pianisten Freddie Slack aufgenommen. Erst im Mai 1943 hatte Basie mit „Rusty Dusty Blues“ wieder einen Hit. |
| Rusty Dusty Blues (Williams)                                         | Columbia      | 27. Juli 1942      | 22. Mai 1942       | 18                | 1      | Die Blues-Nummer wurde angeblich von Mayo Williams geschrieben. „Rusty Dusty“ war „eine scherzhafte Bezeichnung für ein Hinterteil, die ausdrücken soll, die damit bezeichnete Person sei faul und untätig“. Der Song wurde auch von Louis Jordan aufgenommen, doch nur Basies Version erreichte die Charts. |
| All Of Me (Simon – Marks)                                            | Columbia      | 3. Nov. 1941       | 3. Juli 1943       | 14                | 1      | Dies war die vierte Chart-Platzierung des 1932 von Louis Armstrong zum Jazz-Standard gemachten Songs aus dem Film-Musical Careless Lady (1932). Später hatten Frank Sinatra (1948) und Johnny Ray (1952) damit Erfolg in den Hitpararaden. |
| For the Good of Your Country (Basie)                                 | Columbia      | 27. Juli 1942      | 22. Jan. 1944      | 21                | 1      | Dieser zeittypisch patriotische Song kam nur mit Basie in die Hitlisten und die Jazz-Diskographien. |
| I Didn’t Know About You (Russell – Ellington)                        | Columbia      | 6. Dez. 1944       | 1945 (17. Februar) | 21                | 1      | Der Song war von Duke Ellingtons Instrumentaltitel „Sentimental Lady“ abgeleitet und von Bob Russell mit einem Text versehen worden. Nur durch die Version von Basie kam er in die Charts; es entstanden aber auch Aufnahmen des Songs von Mildred Bailey, Ellington, Rex Stewart und Eddie Heywood. |
| Jimmy’s Blues (Rushing)                                              | Columbia      | 6. Dez. 1944       | 6. Okt. 1945       | 10                | 1      | Die auf Bandsänger Jimmy Rushing zugeschnittene Nummer war nur einmal in den Charts, wurde aber fortan oft und mit abweichenden Titel von anderen Künstlern aufgenommen. |
| Jivin’ Joe Jackson (Basie – Kirchner – Sprankle)                     | Columbia      | 9. Okt. 1945       | 26. Jan. 1946      | 12                | 1      | Die von Jimmy Mundy arrangierte und Ann Moore gesungene Nummer wurde in Los Angeles aufgenommen und kam nur einmal in die Charts; weitere Aufnahmen im Jazz-Bereich gab es nicht. |
| Patience and Fortitude (Warren – Moore)                              | Columbia      | 9. Jan. 1946       | 23. März 1946      | 14                | 2      | In die Charts kam nur Basies Version; Aufnahmen entstanden in dieser Zeit noch von Benny Carter, Wingy Manone, Hal McIntyre, Ray McKinley und den The Andrews Sisters. |
| The Mad Boogie (Basie – Harding)                                     | Columbia      | 9. Jan. 1946       | 6. Mai 1946        | 10                | 10     | Nur zwei Wochen später hatte die Basie-Band eine weitere Nummer der Januar-Session in den Charts platziert, wo er sich zehn Wochen hielt. Die von Buster Harding arrangierte Komposition war nur einmal in den Hitlisten und wurde nur von Basie aufgenommen. |
| Open the Door, Richard! (Fletcher – Mason – McVea – Howell)          | Victor        | 3. Jan. 1947       | 8. Feb. 1947       | 1(1)              | 7      | Diese Nummer war einer der größten Hits des Jahres 1947 - Basies zwanzigster Hit in den Charts und der einzige, der Rang 1 erreichte. Die Sänger dieser in Los Angeles entstandenen Nummer waren Harry Sweets Edison und Bill Johnson. Weitere Einspielungen des Songs entstanden in dieser Zeit von The Three Flames, den Mit-Autoren „Dusty“ Fletcher und Jack McVea sowie von The Charioteers und den Pied Pipers. Neben Basie kam auch Louis Jordan mit dem Song unter die Top 20. (#6) |
| Free Eats (Edison – Donnelly – Young – Green – Basie)                | Victor        | 3. Jan. 1947       | 19. Apr. 1947      | 7                 | 3      | Dies war ein weiterer Song, der bei der Januar-Session in Los Angeles entstanden war; Sänger sind wieder „Sweets“ Edison und Bill Johnson. Die Komposition entstand aus dem Basie-Orchester heraus, „durchsetzt mit Riffs und mit Anklängen an Louis Jordan“. |
| One O’Clock Jump (Basie)                                             | Decca         | 7. Juli 1937       | 14. Juni 1947      | 12                | 2      | Mit dieser Neuauflage des bereits 1937 entstandenen Stücks kam dieser Swing-Klassiker ein fünftes und letztes Mal in die Charts. |
| One O’Clock Boogie (Basie – Mundy – Ebbins)                          | Victor        | 13. März 1947      | 28. Juni 1947      | 8                 | 4      | Die von Jimmy Mundy arrangierte und mitkomponierte Instrumental-Nummer hat trotz des Titels nur entfernt Ähnlichkeit mit dem „One O’Clock Jump“. Mundy nahm ihn mit seiner eigenen Band ebenfalls auf, doch nur die Basie-Aufnahme kam in die Charts. |
| I Ain’t Mad at You (You Ain’t Mad at Me) (Basie – Green – Ebbins)    | Victor        | 22. Mai 1947       | 22. Aug. 1947      | 7                 | 4      | Ein von der Basie-band geschaffener Song, der nur in dieser Version in den Hitlisten und in den Jazz-Diskographien verzeichnet war. |
| Blue and Sentimental (Davis – Basie – Livingstone)                   | Victor        | 19. Okt. 1947      | 10. Jan. 1948      | 21                | 2      | Das Stück hat – im Unterschied zu den vielen Jives, Jumps und Bounces der Basie-Band ein langsames und romantisches Thema. Hier nahm es Basie als Vokalnummer mit Bob Bailey auf; 1938 hatte es instrumental mit Lester Young auf der Klarinette eingespielt. |
| Robbin’s Nest (Thompson)                                             | Victor        | 12. Sep. 1947      | 20. März 1948      | 22                | 1      | Der Titel war eine Reverenz an den damals populären Radio-Diskjockey Fred Robbins, der u. a. den „1280 Club“ des Senders WOV in New York moderierte. „Robbin’s Nest“ kam durch die Basie-Band und das Orchester von Sam Donahue in die Charts und wurde derzeit auch von Ella Fitzgerald und Claude Thornhill aufgenommen. |
| Softly with Feeling (Hefti)                                          | Clef Records  | 12. Dez. 1953      | 1. Mai 1954        | 29                | 1      | Der für Norman Granz’ junges Musiklabel Clef eingespielte Song wurde von Neal Hefti komponiert und arrangiert. Die sanfte Nummer „deutete damals bereits an, welchen Weg die Basie-band ab 1957 seiner „Atomic“-Phase („Li’l Darling“) nehmen sollte.“ Hefti nahm die Nummer 1954 als „Oh What a Night for Love“ auf; weitere Einspielungen im Jazz-Bereich gab es nicht. |
| 16 Men Swinging (Wilkins)                                            | Clef Records  | Juni 1954          | 16. Okt. 1954      | 29                | 1      | Der ebenfalls für Clef eingespielte Song wurde von Ernie Wilkins komponiert und arrangiert. Es war der letzte von insgesamt 28 in den Charts aufgeführten Titeln von Count Basie |